# März-Schneckling
Der März-Schneckling, Märzellerling oder Schneepilz (Hygrophorus marzuolus) ist eine sehr früh im Jahr fruktifizierende Pilzart aus der Familie der Schnecklingsverwandten (Hygrophoraceae). Er gilt als guter Speisepilz und ist trotz seines sehr variablen Aussehens allein auf Grund seines frühen Erscheinens kaum verwechselbar.

## Merkmale

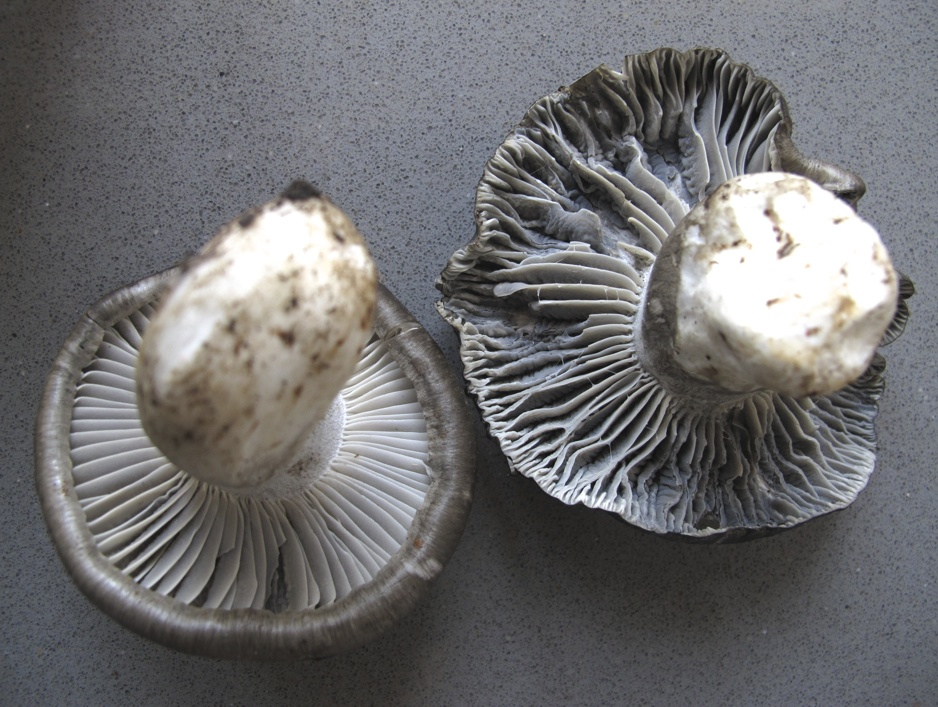
Blick auf den Hutansatz und die Lamellen

### Makroskopische Merkmale
Die stattlichen Fruchtkörper erreichen einen bis zu 15 cm breiten Hut. Die meisten Exemplare sind aber bedeutend kleiner und weisen Hutdurchmesser zwischen 5 und 10 cm auf. Jung ist der Hut meist dunkel schiefergrau, regelmäßig gewölbt und am Rand täublingsartig eingerollt. Älter treten überwiegend zerrissene, gewellte, jedenfalls unregelmäßige Hutformen auf. Auch die Farben variieren sehr stark und sind uneinheitlich verteilt: Die Grundfärbung bleibt ein dunkles Schiefergrau, in das große weiße Regionen, grünlich-graue, braun-graue und fast schwarze Regionen eingeschlossen sind. Auch fast weiße Exemplare kommen häufig vor. Die Hutoberfläche ist meist trocken und nie schmierig-schleimig wie bei anderen Schnecklingen. Die entfernt stehenden und fast immer gegabelten Lamellen haben eine wachsartige Konsistenz. Sie sind breit oder schwach ausgebuchtet angewachsen, seltener laufen sie schwach am Stiel herab. Bei jungen Exemplaren haben sie eine weißliche Farbe, später überwiegen helle Grautöne. Der kompakte, feste Stiel ist ebenfalls anfangs weiß, später gräulich mit braunen oder grauen Farbzeichen zum Hutansatz hin. Zur Stielbasis hin ist er gerne keulig verdickt. Bei jungen Pilzen ist er meist gerade, später gedreht und gekrümmt und häufig sehr dick, sodass der Hut den Stieldurchmesser nur geringfügig überragt. Ältere Exemplare zeigen oft einen faserig zerrissenen Stiel.

### Mikroskopische Merkmale
Das Fleisch der Lamellen (Lamellentrama) ist undeutlich bilateral, etwas untermischt aufgebaut. An den bis zu 70 µm langen Sporenständern (Basidien) reifen jeweils 4 Sporen heran. Die breit elliptischen/eiförmigen bis annähernd kreisrunden Sporen messen 6–8,5(–9,5) × 4–5,5(–6,5) µm.

## Artabgrenzung
Durch sein frühes Erscheinen ist der März-Schneckling kaum mit anderen Lamellenpilzen zu verwechseln. Recht ähnlich und nahe verwandt ist der Graubraune Schneckling (Hygrophorus camarophyllus). Er zählt jedoch zu den Herbstpilzen. Der große Schneckling besitzt einen auffallend kontrastierenden rußbraunen Hut und weißliche, am Stiel herablaufende Lamellen. Die seltene Art kommt in Gebirgsnadelwäldern vor.

## Ökologie und Phänologie

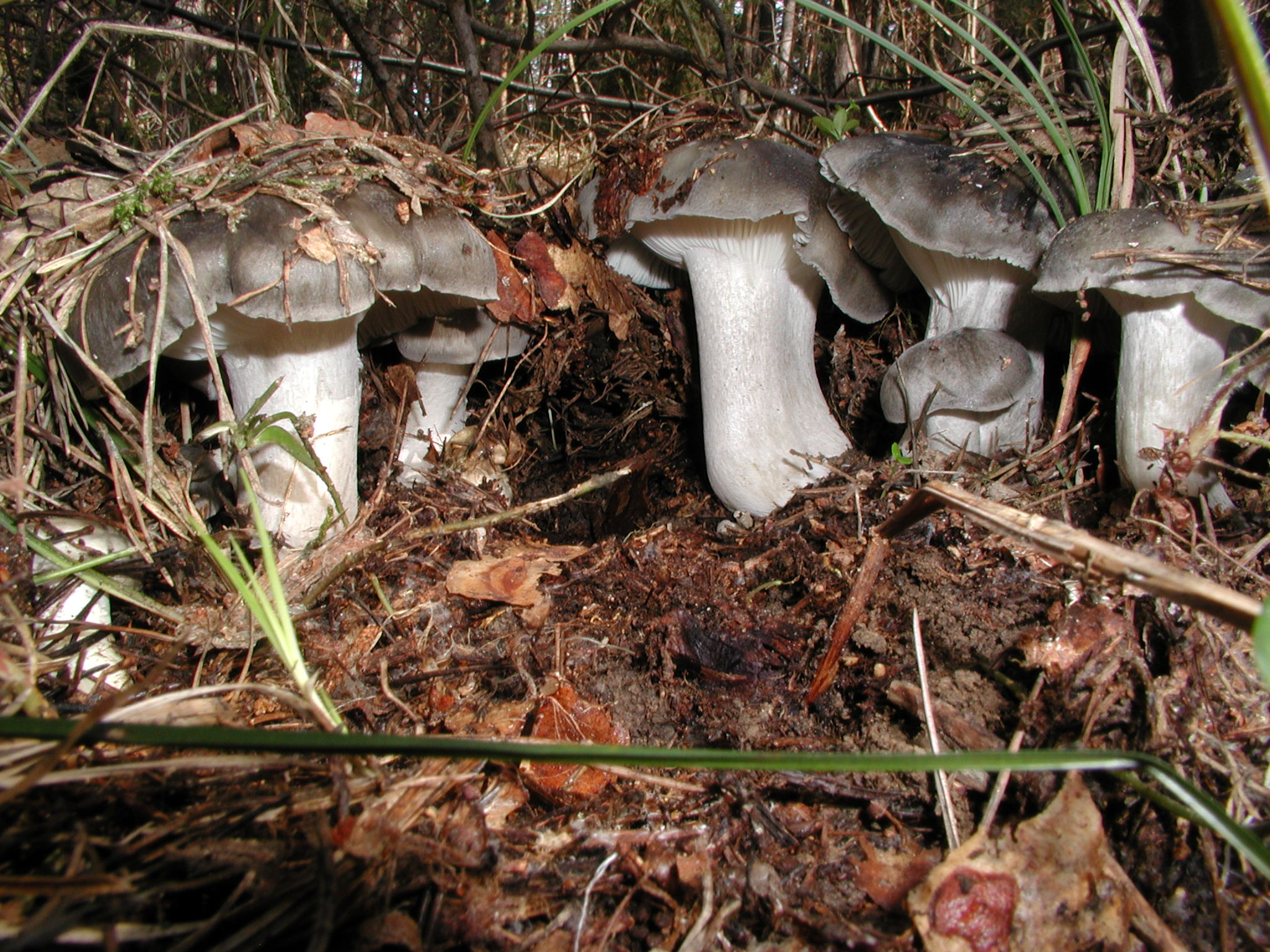
Eine Gruppe Fruchtkörper des März-Schnecklings

Der März-Schneckling ist ein Mykorrhizapilz, der mit verschiedenen Nadelbäumen, aber auch mit einigen Laubbäumen eine symbiontische Partnerschaft eingehen kann. Sein wichtigster Baumpartner ist die Weißtanne, gefolgt von Fichten und Kiefern, seltener auch die Rotbuche. Außerhalb von Deutschland geht er wohl auch mit Esskastanien, Eichen und Zedern eine Beziehung ein. Der Pilz bewohnt artenreiche Bergmischwälder wie Labkraut-Tannenwälder und schwach bodensaure Fichten-Tannen- und Fichtenwälder. Er mag lockere, humose, frische, schwach saure bis schwach alkalische, relativ nährstoffarme und meist sandige Böden über Mergeln, Schottern und basenreichem Silikatgestein. Direkt über Kalk und mageren Silikaten kommt er nur selten vor.
Die Fruchtkörper erscheinen unmittelbar nach der Schneeschmelze vorwiegend im Hügel- und Bergland. In sehr milden Wintern können die ersten Pilze schon im Januar gefunden werden. Üblicherweise liegt der zeitliche Schwerpunkt des Erscheinens jedoch erst in der zweiten Märzhälfte bis Anfang April. Die Fruchtkörper brechen meist büschelig als vollkommen entwickelte Fruchtkörper unter dem Schnee, Moos oder der Streu hervor.

## Verbreitung
Das Vorkommen des März-Schnecklings erstreckt sich auf das westliche Nordamerika (Idaho, USA), Nordafrika (Marokko) und Europa. In Marokko findet man den Schneckling im Rif-Gebirge unter Zedern. In Europa ist die Art sehr lückenhaft verbreitet, in vielen Regionen fehlt sie ganz. Sie kommt im Umkreis der Alpen, Karpaten und in einer kleineren Exklave in den Ostpyrenäen vor. Diese Verbreitung entspricht ziemlich genau dem Verbreitungsareal der Weißtanne. Der Schneckling wurde in Italien (Apennin und Norditalien), Slowenien, Kroatien, selten in Serbien und Rumänien, in Spanien, Frankreich, der Schweiz, Liechtenstein, Österreich, Deutschland, Tschechien und selten in der Slowakei nachgewiesen. Die Schwerpunkte seines Vorkommens liegen in Ostösterreich und vor allem in Slowenien. Außerdem gibt es Nachweise aus der Republik Mazedonien und Griechenland.
Die nördliche Verbreitungsgrenze läuft mitten durch Deutschland. Das Hauptverbreitungsgebiet liegt hier in Baden-Württemberg im Südschwarzwald, aber auch in Bayern und Thüringen kann der Schneckling gefunden werden. Streufunde gibt es in Nordrhein-Westfalen, Sachsen und Sachsen-Anhalt. Im März 2016 wurde er erstmals in der Eifel nachgewiesen. Auf der Roten Liste von Deutschland wird die stark gefährdete Art in der Gefährdungskategorie 2 geführt.

## Bedeutung
Der März-Schneckling gilt als ein guter Speisepilz, der sich für alle Pilzzubereitungsarten eignet. Sein sehr frühes Vorkommen in einer sonst „pilzarmen“ Jahreszeit macht ihn für viele Pilzsammler besonders begehrenswert. Vielleicht wird deshalb auch sein geschmacklicher Wert zuweilen etwas überschätzt. Die Pilze sind oft nur schwer zu entdecken, da sie sich unter der Laub- oder Nadelschicht entwickeln. Erfahrene Sucher erkennen Fundstellen an den leicht angehobenen Nadel-, Moos- oder Laubhügelchen. Hat man einen Pilz entdeckt, kann man sich meist über eine reiche Ernte freuen, da die Fruchtkörper fast immer in Kolonien auftreten. Auch Pilzreste können auf ein Vorkommen hinweisen, da die Fruchtkörper sehr gerne von Eichhörnchen und Mäusen verzehrt werden. In Deutschland ist der Pilz sehr selten und daher besonders geschützt; das Sammeln ist, auch in geringen Mengen, verboten.